# Riku Tsuchiya
Riku Tsuchiya (土屋 陸) (Karuizawa, 14 december 1997) is een Japanse langebaanschaatser.

## Persoonlijke records
| Afstand      | Tijd     | Datum            | Baan    |
| ------------ | -------- | ---------------- | ------- |
| 500 meter    | 35,83    | 9 maart 2024     | Inzell  |
| 1000 meter   | 1.13,81  | 28 december 2016 | Nagano  |
| 1500 meter   | 1.45,44  | 3 maart 2019     | Calgary |
| 3000 meter   | 3.47,19  | 16 februari 2018 | Nagano  |
| 5000 meter   | 6.16,56  | 8 februari 2020  | Calgary |
| 10.000 meter | 13.06,77 | 26 januari 2025  | Calgary |

(laatst bijgewerkt: 26 januari 2025)

## Resultaten
| Jaar | WK Allround            | WK Afstanden                                 |
| ---- | ---------------------- | -------------------------------------------- |
| 2019 | NC10 (8e, 17e, 10e, -) |                                              |
| 2020 | NC9 (11e, 12e, 10e, -) |                                              |
|      |                        |                                              |
| 2022 | 6e · (, 12e, 8e, 7e)   |                                              |
| 2023 |                        | 16e 5000m HF 12e massastart 5e achtervolging |
| 2024 | NC11 · (, 12e, 10e, -) | 18e 5000m 11e 10000m                         |
| 2025 |                        | 4e achtervolging                             |

(#, #, #, #) = afstandspositie op allroundtoernooi (500m, 5000m, 1500m, 10000m).
NC10 = niet gekwalificeerd voor de laatste afstand, maar wel als 10e geklasseerd in de eindrangschikking